# تیم گرومان
تیم گرومان (آلمانی: Tim Grohmann؛ زادهٔ ۲۷ دسامبر ۱۹۸۸) قایقران روئینگ اهل آلمان است.
وی در مسابقات کشوری و بین‌المللی در مجموع برندهٔ ۲ مدال طلا، ۲ مدال نقره، ۳ مدال برنز شده‌است.